# Parafia Matki Bożej Nieustającej Pomocy w Krzeczowie
Parafia Matki Bożej Nieustającej Pomocy w Krzeczowie – parafia rzymskokatolicka w dekanacie Bochnia-Wschód w diecezji tarnowskiej.
W skład terytorium parafii wchodzi Krzeczów wraz z przysiółkiem Krzeczów-Bełch oraz część Bochni z ul. Krzeczowską (nr 92-166).
Parafia liczy ok. 1500 wiernych.

## Historia parafii
Pierwsza myśl, by z parafii Rzezawa wydzielić nową parafię, pojawiła się we wrześniu 1986 roku. Ks. Jan Rybak, ówczesny wikariusz w Rzezawie i katecheta w Krzeczowie, radził mieszkańcom znaleźć działkę i wybudować dom katechetyczny z kaplicą. 1 maja 1988 roku poświęcenia terenu pod budowę dokonał dziekan dekanatu bocheńskiego, ks. Karol Dziubaczka, przy licznym udziale mieszkańców i zaproszonych gości. 10 września 1989 roku nastąpiło wmurowanie i poświęcenie kamienia węgielnego przez bpa Józefa Gucwę. Również od 10 września 1989 roku z nominacji biskupa obowiązki kierowania budową kościoła przejął ks. Stanisław Janusz, mianowany proboszczem w Krzeczowie.
18 grudnia 1990 roku oficjalnie wydzielono samodzielną parafię Krzeczów z macierzystej Rzezawy. 18 września 1994 roku doprowadzono do konsekracji kościoła. 26 grudnia 1992 roku dokonano poświęcenia dzwonów (Maryja, Józef, Stanisław), ufundowanych przez parafian. 3 maja 1993 roku poświęcono cmentarz, położony w niedalekim sąsiedztwie kościoła. Uroczysta konsekracja i poświęcenie nowej świątyni miały miejsce 18 września 1994 roku. Dokonał jej biskup tarnowski Józef Życiński. 
W 2004 roku ks. Stanisław Janusz został mianowany proboszczem w parafii Czarna. W jego miejsce proboszczem został ks. dr Stefan Irla.